# Noruega en los Juegos Olímpicos de París 1924
Noruega estuvo representada en los Juegos Olímpicos de París 1924 por un total de 62 deportistas que compitieron en 10 deportes.  

## Medallistas
El equipo olímpico noruego obtuvo las siguientes medallas:
| Nombre                                                 | Deporte   | Competición                              |
| ------------------------------------------------------ | --------- | ---------------------------------------- |
| Oro                                                    |           |                                          |
| Otto von Porat                                         | Boxeo     | Pesado (+79,4 kg) M                      |
| Einar Liberg Ole Lilloe-Olsen Harald Natvig Otto Olsen | Tiro      | Ciervo móvil tiro único por eqs. 100 m M |
| Ole Lilloe-Olsen                                       | Tiro      | Ciervo móvil tiro tiro doble 100 m M     |
| Christopher Dahl Eugen Lunde Anders Lundgren           | Vela      | 6 Metre M                                |
| Rick Bockelie Harald Hagen Ingar Nielsen Carl Ringvold | Vela      | 8 Metre M                                |
| Plata                                                  |           |                                          |
| Einar Liberg Ole Lilloe-Olsen Harald Natvig Otto Olsen | Tiro      | Ciervo móvil tiro doble por eqs. 100 m M |
| Henrik Robert                                          | Vela      | Monotype M                               |
| Bronce                                                 |           |                                          |
| Sverre Hansen                                          | Atletismo | Salto de longitud M                      |
| Sverre Sørsdal                                         | Boxeo     | Semipesado (79,4 kg) M                   |
| Otto Olsen                                             | Tiro      | Ciervo móvil tiro único 100 m M          |